# سیارک ۱۱۰۲
سیارک ۱۱۰۲ (به انگلیسی: 1102 Pepita، نامگذاری:1928VA) هزار و صد و دومین سیارک کشف شده‌است که در ۵ نوامبر ۱۹۲۸ کشف شد.
قدر مطلق سیارک برابر ۹٫۴۰ است.